# Playa del Inglés
Playa del Inglés (pol. Plaża Anglików) – wschodnia, nabrzeżna część miejscowości Maspalomas, zlokalizowana nad Oceanem Atlantyckim, w południowej części wyspy Gran Canaria, w hiszpańskim wspólnocie autonomicznej i archipelagu Wyspy Kanaryjskie.
Administracyjnie stanowi część gminy San Bartolomé de Tirajana, a liczba stałych mieszkańców wynosi 5934 (dane z 2021 r.).

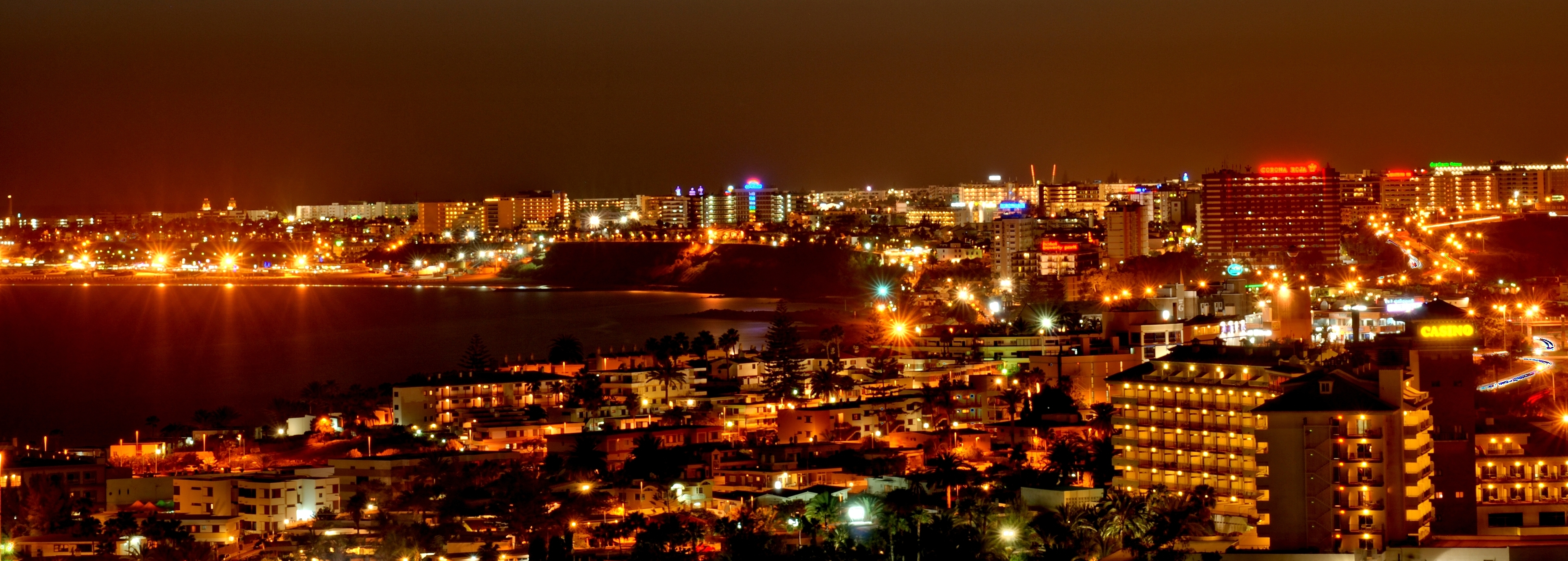
Playa del Ingles i San Agustin widziane nocą

## Dojazd
Z Las Palmas de Gran Canaria do Playa del Ingles można dojechać autostradą GC-1 lub kilkoma liniami autobusowymi. Należy zwracać uwagę na przebieg trasy, bowiem część linii nie obsługuje wybranych przystanków np. mijając bez zatrzymania lotnisko.

## Charakter miejscowości

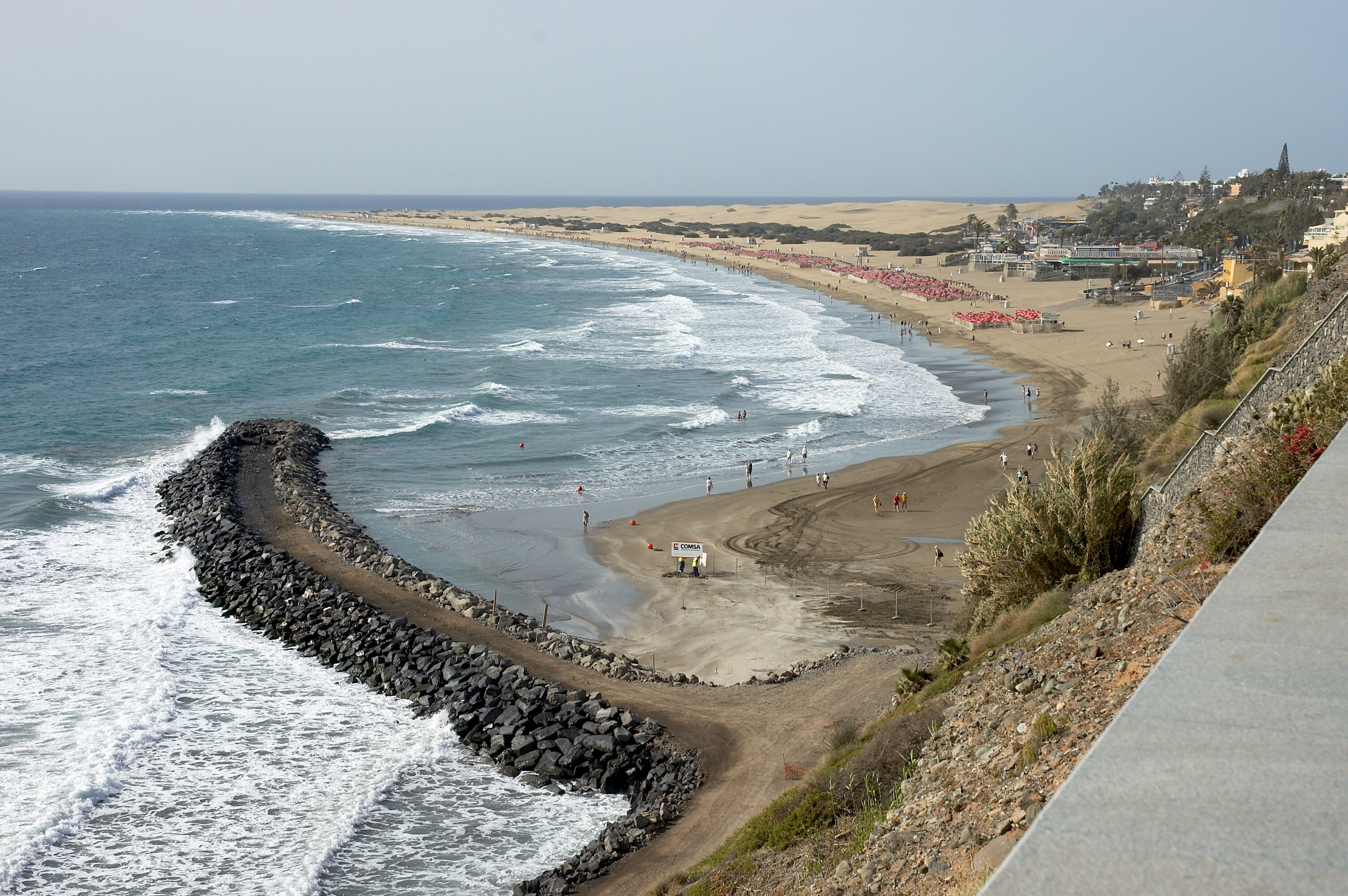
Plaża w Playa del Inglés

Największym atutem Playa del Inglés są szerokie piaszczyste plaże oraz położone na wschód wydmy chronione w rezerwacie Dunas de Maspalomas. Miejscowość powstawała od 1962 r. na terenach dawnego pustkowia. Od samego początku zaplanowano ją jako wielki ośrodek wypoczynku i turystyki masowej. Pierwszym inwestorem był Alejandro Del Castillo Conde de la Vega Grande, który postanowił na początku lat 60. stworzyć ośrodek konkurujący na rynku turystycznym z Las Palmas. Wcześniej próbowano uprawiać tu pomidory, ale brak słodkiej wody czynił hodowlę nieopłacalną. W ciągu dziesięciu lat na kupionej przez niego jałowej ziemi wyrosło wiele hoteli, apartamentów i bungalowów. Wjeżdżając do miejscowości autostradą od zachodu zauważalny jest podział zabudowy na wysokie hotele w pasie wzdłuż wybrzeża i szeregowe apartamenty wybudowane na wzniesieniach. W odróżnieniu od położonego na północ San Fernando de Maspalomas, Playa del Inglés jest kurortem nastawionym na turystów zagranicznych, większość z nich stanowią Niemcy i Szwedzi.

## Infrastruktura

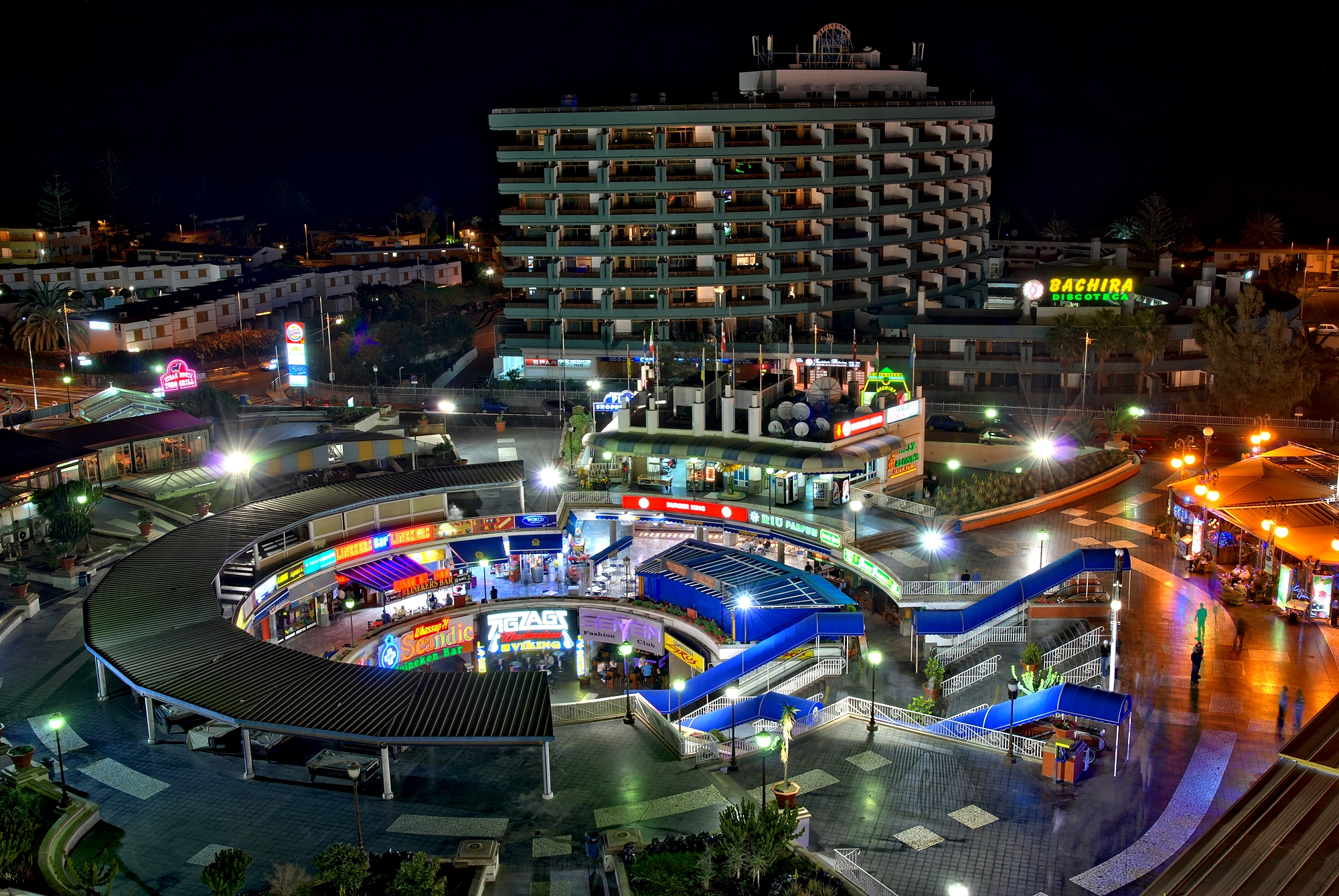
Centro Comercial Maspalomas

Playa del Inglés nie posiada typowego centrum, handel, usługi i gastronomia są zlokalizowane w centrach handlowych (w skrócie C.C. = Centro Comercial). Cechą charakterystyczną największych C.C. jest ich budowa – dolne 2-3 poziomy są zagłębione w ziemi. Ze względu na masowego odbiorcę ich oferty są podobne, a sprzedawane produkty są typowe dla krajów, z których pochodzi większość turystów. Tym niemniej jako strefa wolnocłowa (jest nią cała Gran Canaria) szczególną uwagę zwracają liczne wielkopowierzchniowe sklepy z perfumami.
Od początku lat 70. XX wieku Playa del Inglés jest największym na świecie ośrodkiem turystyki gejowskiej. Większość biur podróży, których oferta jest skierowana do osób orientacji homoseksualnych posiada w swojej ofercie Playa del Inglés. Ten segment turystów przyciągają tutejsze wydmy, rozległa plaża naturystyczna oraz liczne kluby i bary dla gejów (przoduje w tym C.C. Yumbo).

## Ośrodek kultu religijnego

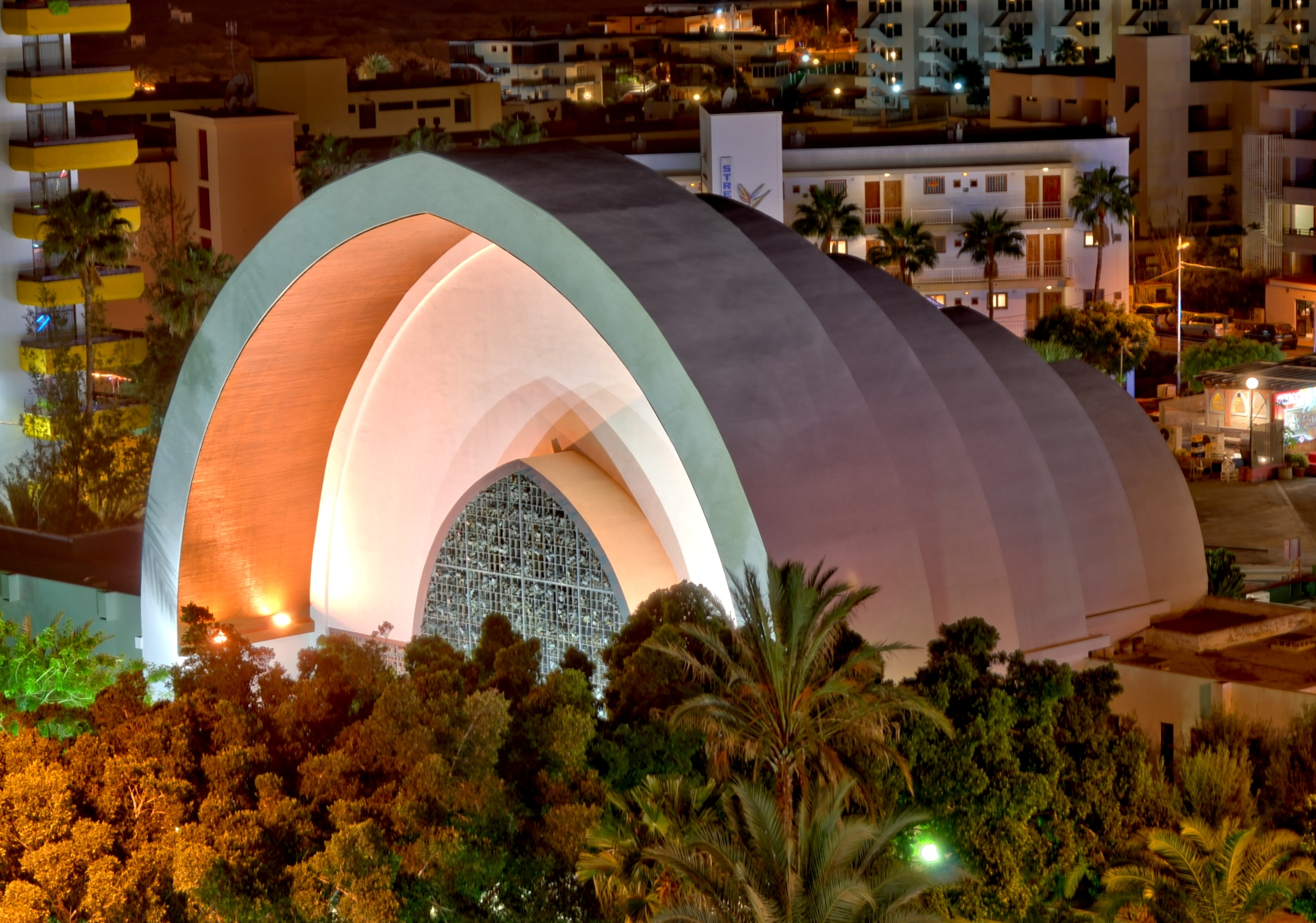
Templo Ecomenico nocą

Choć Playa del Inglés od początku lat 70. XX wieku nastawione jest na beztroski odpoczynek, znajduje się tu ośrodek ekumeniczny oraz świątynia Templo Ecumenico. Świątynia jest miejscem modlitwy dla protestantów, katolików oraz wyznawców innych religii chrześcijańskich. Msze są odprawiane w wielu językach m.in. hiszpańskim, niemieckim, angielskim i szwedzkim. W C.C. Yumbo znajduje się meczet.